# Rockingham (Caroline du Nord)
Pour les articles homonymes, voir Rockingham.
La ville de Rockingham est le siège du comté de Richmond, situé en Caroline du Nord, aux États-Unis.

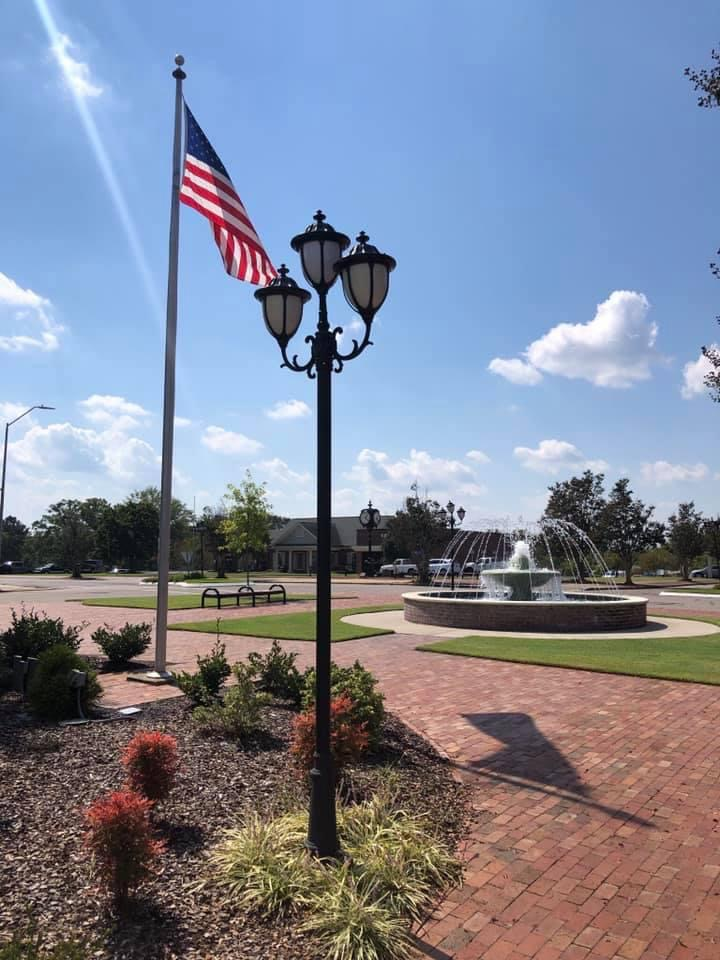
Place de la ville - Centre-ville de Rockingham

## Démographie
| 1870 | 1900  | 1910  | 1920  | 1930  | 1940  |
| ---- | ----- | ----- | ----- | ----- | ----- |
| 454  | 1 507 | 2 155 | 2 509 | 2 906 | 3 657 |

| 1950  | 1960  | 1970  | 1980  | 1990  | 2000  |
| ----- | ----- | ----- | ----- | ----- | ----- |
| 3 356 | 5 512 | 5 852 | 8 300 | 9 399 | 9 672 |

| 2010  | - | - | - | - | - |
| ----- | - | - | - | - | - |
| 9 558 | - | - | - | - | - |